# Општина Оничени (Њамц)
Оничени (рум. Oniceni) општина је у Румунији у округу Њамц.
Oпштина се налази на надморској висини од 202 m.